# スコット島 (カナダ)
スコット島 (英語: Scott Island) は、カナダ、ヌナブト準州のクィキクタアルク地域にある無人島。島は、バフィン島東海岸沖の、クラーク・フィヨルドの出口、スコット入り江の西にあるバフィン湾に位置する。シレム島は南西にある。

## 地理
島は急な傾斜や荒れた崖があり、海抜365 m (1,198 ft)まで上昇する。海岸線はおよそ11 km (6.8 mi)。

## 動物
シロカモメやフルマカモメは、島の崖や海岸に生息している。